# Message in a Bottle (canção)
"Message in a Bottle" é uma canção de rock lançada em 1979 pela banda The Police, que faz parte do seu álbum Reggatta de Blanc.
A canção narra a história de um náufrago em uma ilha, que envia uma mensagem numa garrafa com a esperança de receber ajuda. Um ano depois, sente que necessita de amor. Pouco tempo depois, encontra "1 milhão de garrafas" na praia, descobrindo que há mais pessoas como ele.
"Message in a Bottle" foi o primeiro single do The Police a alcançar o primeiro lugar nas paradas de sucesso do Reino Unido, mas só alcançou a 74ª colocação nos Estados Unidos. Um remix da canção foi incluido na compilação Every Breath You Take: The Classics.

## Faixas
1. "Message in a Bottle" - 3:50
2. "Landlord" - 3:09

## Créditos
- Sting - vocal e Contra-baixo
- Andy Summers - guitarra
- Stewart Copeland - bateria e percussão

## Covers
Vários artistas gravaram covers da canção, incluindo Excel, Incubus, Leatherface, Machine Head, Matisyahu, Ten Masked Men, Set Your Goals e 30 Seconds To Mars. A banda colombiana Ekhymosis realizou uma versão em espanhol da canção, "El Mensaje en la Botella", para o álbum tributo Outlandos D'Americas: A Rock en Español Tribute to the Police.

## Outras aparições
A canção também apareceu no videojogos Guitar Hero 2, Rock Band e Guitar Hero: Smash Hits